# Agrypon insculptum
Agrypon insculptum är en stekelart som beskrevs av Dasch 1984. Agrypon insculptum ingår i släktet Agrypon och familjen brokparasitsteklar. Inga underarter finns listade i Catalogue of Life.